# UNSCOP
Das UNSCOP (United Nations Special Committee on Palestine) war ein Sonderausschuss, den eine außerordentliche Vollversammlung der Vereinten Nationen am 15. Mai 1947 einsetzte. Geleitet wurde er vom Schweden Emil Sandström. Elf Staaten bildeten diesen Sonderausschuss: Australien, Guatemala, Indien, Iran, Jugoslawien, Kanada, die Niederlande, Peru, Schweden, die Tschechoslowakei und Uruguay.
Die Vollversammlung hatte sich auf einen offiziellen britischen Antrag vom 2. April 1947 hin in einer Sondersitzung vom 28. April bis 15. Mai 1947 das erste Mal mit der Situation Palästinas befasst. Dabei wurden auch Vertreter der Jewish Agency und des Arabischen Hochkomitees angehört. Zu diesem Zeitpunkt war Großbritannien noch Mandatsmacht in Palästina. Hintergrund des britischen Antrags waren die etwa 400.000 Menschen in den DP-Lagern für jüdische Displaced Persons in Europa, der zunehmende Druck illegaler Flüchtlingsschiffe und die militanten Unabhängigkeitsbestrebungen sowohl der arabischen als auch der jüdischen Bewohner Palästinas. Am 16. Juni 1947 begannen die Anhörungen. Sandström und ein weiteres Mitglied des UNSCOP-Sonderausschusses wurden Zeugen der Abweisung der Exodus im Hafen von Haifa. Diese Begegnung wurde von den zionistischen Verantwortlichen bewusst herbeigeführt.
UNSCOP sollte alle Seiten des Problems untersuchen und den Vereinten Nationen bis zum 1. September berichten. Das Arabische Hochkomitee lehnte am 13. Juni 1947 die Zusammenarbeit mit UNSCOP ab. In ihrem Bericht an die Vereinten Nationen schlug UNSCOP einstimmig vor, das britische Mandat so bald wie möglich aufzuheben und nach einer Übergangsperiode unter der Aufsicht der UNO die Unabhängigkeit Palästinas zu proklamieren, das eine wirtschaftliche Einheit bilden sollte. Über die weiteren Schritte hatte UNSCOP keine Einigkeit erzielt; der Bericht enthielt einen „Mehrheits-“ und einen „Minderheitsplan“.  Der Mehrheitsplan sah vor, Palästina in einen arabischen und einen jüdischen Staat zu teilen und Jerusalem als corpus separatum zu internationalisieren. Der von Indien, Iran und Jugoslawien vertretene Minderheitsplan sprach sich für einen palästinensischen binationalen Föderativstaat aus, wobei die Einwanderung in die jüdische Region begrenzt werden sollte. Der Mehrheitsplan wurde im Wesentlichen in den UN-Teilungsplan für Palästina vom 29. November 1947 übernommen (UN-Resolution 181 (II)). Die arabischen Staaten gaben in einer im Libanon verabschiedeten gemeinsamen Erklärung am 20. Juli 1947 ihre Ablehnung bekannt. Ein entsprechendes Memorandum wurde der eigens angereisten UNSCOP dabei überreicht.